# اوگما، ساسکاچوان
اوگما، ساسکاچوان (به انگلیسی: Ogema, Saskatchewan) یک منطقهٔ مسکونی در کانادا است که در ساسکاچوان واقع شده‌است. اوگما ۱٫۴۳ کیلومتر مربع مساحت و ۴۰۳ نفر جمعیت دارد.